# Mézières-en-Vexin
Mézières-en-Vexin é uma comuna francesa na região administrativa da Normandia, no departamento de Eure. Estende-se por uma área de 12,67 km². Em 2010 a comuna tinha 625 habitantes (densidade: 49,3 hab./km²).